# Ефіопська кухня

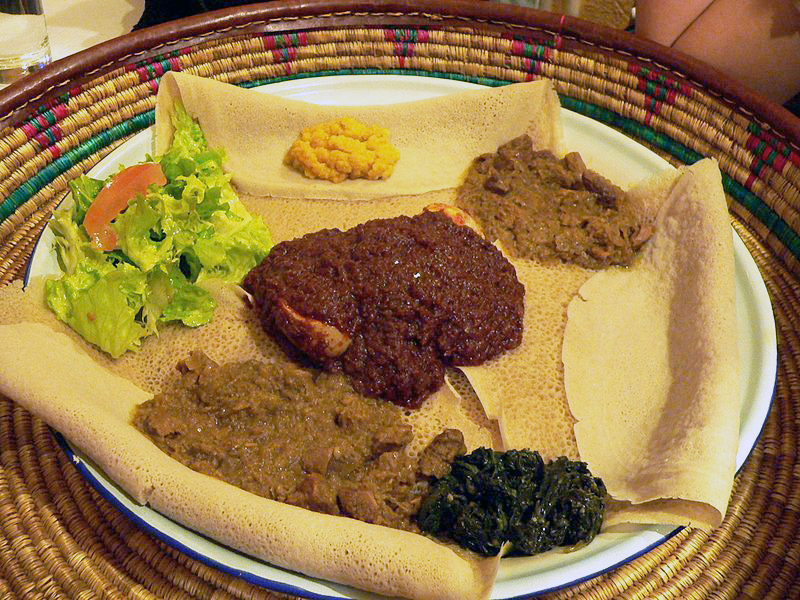
Инджера. Типова страва для Ефіопії та Еритреї

Ефіопська кухня — традиційна народна кухня Ефіопії.

## Опис
Складається, як правило, з пікантних овочевих та м'ясних страв, які накладаються на инджеру — великий круглий кислий коржик діаметром близько 50 см, виготовлений з тефового борошна. Замість ложок і виделок використовуються шматочки инджери, які відриваються від цілої инджери під час вживання їжі.
Ефіопська кухня практично не використовує свинину в своїх стравах, причому це характерно не тільки для мусульман, яким заборонено їсти свиняче м'ясо, а й для християн Ефіопської церкви, які дотримуються харчових заборон Старого Заповіту.
Крім того, Ефіопська православна церква передбачає кілька постів, в тому числі по середах і п'ятницях, тому ефіопська кухня рясніє великою кількістю вегетаріанських страв. Тому ресторани ефіопської кухні популярні серед вегетаріанців інших країн.

## Традиційні страви і продукти
Ефіопська кухня також відома своїми спеціями. Найпопулярніші спеції: шафран, базилік, коріандр, гірчиця, кардамон, червоний перець та чебрець.
Основними м'ясними стравами є:
- Кітфо;
- Горед горед — сире м'ясо;
- Бербере, мітміта — спеціальні суміші спецій;
- Тиббс — поздовжні смажені шматочки яловичини або баранини, що подаються в гострому соусі;
- Доро-вотт — курка в цибулевому соусі;
- Алчан — традиційна страва ефіопської кухні.